# Liste des planètes mineures (738001-739000)
Voici la liste des planètes mineures numérotées de 738001 à 739000. Les planètes mineures sont numérotées lorsque leur orbite est confirmée, ce qui peut parfois se produire longtemps après leur découverte. Elles sont classées ici par leur numéro.

## Planètes mineures 738001 à 739000
- (738001) 2016 FZ75
- (738002) 2016 FB77
- (738003) 2016 FG77
- (738004) 2016 FW77
- (738005) 2016 FS78
- (738006) 2016 FP110
- (738007) 2016 FV112
- (738008) 2016 FP156
- (738009) 2016 GC5
- (738010) 2016 GP5
- (738011) 2016 GS6
- (738012) 2016 GP7
- (738013) 2016 GF10
- (738014) 2016 GH11
- (738015) 2016 GM15
- (738016) 2016 GV16
- (738017) 2016 GT17
- (738018) 2016 GT18
- (738019) 2016 GW18
- (738020) 2016 GG19
- (738021) 2016 GZ19
- (738022) 2016 GB20
- (738023) 2016 GE20
- (738024) 2016 GF20
- (738025) 2016 GV22
- (738026) 2016 GP24
- (738027) 2016 GG25
- (738028) 2016 GQ25
- (738029) 2016 GZ25
- (738030) 2016 GY26
- (738031) 2016 GL29
- (738032) 2016 GA30
- (738033) 2016 GH30
- (738034) 2016 GB35
- (738035) 2016 GB36
- (738036) 2016 GD36
- (738037) 2016 GU37
- (738038) 2016 GW37
- (738039) 2016 GY43
- (738040) 2016 GO49
- (738041) 2016 GG55
- (738042) 2016 GJ55
- (738043) 2016 GL57
- (738044) 2016 GR67
- (738045) 2016 GT67
- (738046) 2016 GL68
- (738047) 2016 GF72
- (738048) 2016 GV72
- (738049) 2016 GN74
- (738050) 2016 GC83
- (738051) 2016 GD85
- (738052) 2016 GG88
- (738053) 2016 GP93
- (738054) 2016 GD96
- (738055) 2016 GZ100
- (738056) 2016 GN102
- (738057) 2016 GL103
- (738058) 2016 GT103
- (738059) 2016 GX108
- (738060) 2016 GR109
- (738061) 2016 GS109
- (738062) 2016 GD111
- (738063) 2016 GT117
- (738064) 2016 GK122
- (738065) 2016 GS123
- (738066) 2016 GQ124
- (738067) 2016 GB125
- (738068) 2016 GK126
- (738069) 2016 GV127
- (738070) 2016 GZ128
- (738071) 2016 GE130
- (738072) 2016 GB132
- (738073) 2016 GW132
- (738074) 2016 GZ132
- (738075) 2016 GW135
- (738076) 2016 GK137
- (738077) 2016 GO137
- (738078) 2016 GV138
- (738079) 2016 GF140
- (738080) 2016 GM141
- (738081) 2016 GR142
- (738082) 2016 GN146
- (738083) 2016 GY146
- (738084) 2016 GP147
- (738085) 2016 GY147
- (738086) 2016 GL148
- (738087) 2016 GF149
- (738088) 2016 GR149
- (738089) 2016 GR153
- (738090) 2016 GJ155
- (738091) 2016 GD156
- (738092) 2016 GM156
- (738093) 2016 GQ156
- (738094) 2016 GL158
- (738095) 2016 GJ159
- (738096) 2016 GO159
- (738097) 2016 GT160
- (738098) 2016 GE161
- (738099) 2016 GZ163
- (738100) 2016 GH167
- (738101) 2016 GT168
- (738102) 2016 GY168
- (738103) 2016 GF169
- (738104) 2016 GX169
- (738105) 2016 GZ169
- (738106) 2016 GR170
- (738107) 2016 GF171
- (738108) 2016 GA172
- (738109) 2016 GC172
- (738110) 2016 GM175
- (738111) 2016 GF178
- (738112) 2016 GF179
- (738113) 2016 GM179
- (738114) 2016 GU180
- (738115) 2016 GE181
- (738116) 2016 GM183
- (738117) 2016 GC185
- (738118) 2016 GY185
- (738119) 2016 GR186
- (738120) 2016 GS186
- (738121) 2016 GC188
- (738122) 2016 GE188
- (738123) 2016 GK190
- (738124) 2016 GP193
- (738125) 2016 GR193
- (738126) 2016 GD196
- (738127) 2016 GW198
- (738128) 2016 GC199
- (738129) 2016 GH199
- (738130) 2016 GW199
- (738131) 2016 GR201
- (738132) 2016 GU203
- (738133) 2016 GR204
- (738134) 2016 GT205
- (738135) 2016 GN207
- (738136) 2016 GS207
- (738137) 2016 GE208
- (738138) 2016 GU211
- (738139) 2016 GC212
- (738140) 2016 GK213
- (738141) 2016 GQ215
- (738142) 2016 GU215
- (738143) 2016 GQ217
- (738144) 2016 GD218
- (738145) 2016 GH218
- (738146) 2016 GP218
- (738147) 2016 GX218
- (738148) 2016 GV226
- (738149) 2016 GO227
- (738150) 2016 GX227
- (738151) 2016 GC228
- (738152) 2016 GC231
- (738153) 2016 GM231
- (738154) 2016 GP232
- (738155) 2016 GV233
- (738156) 2016 GM236
- (738157) 2016 GV236
- (738158) 2016 GX236
- (738159) 2016 GD238
- (738160) 2016 GU238
- (738161) 2016 GK242
- (738162) 2016 GG243
- (738163) 2016 GK243
- (738164) 2016 GE249
- (738165) 2016 GG249
- (738166) 2016 GA257
- (738167) 2016 GL267
- (738168) 2016 GA268
- (738169) 2016 GF278
- (738170) 2016 GM278
- (738171) 2016 GR278
- (738172) 2016 GA279
- (738173) 2016 GB279
- (738174) 2016 GK279
- (738175) 2016 GT282
- (738176) 2016 GL290
- (738177) 2016 GS299
- (738178) 2016 GO304
- (738179) 2016 GB316
- (738180) 2016 GC316
- (738181) 2016 GG323
- (738182) 2016 GV325
- (738183) 2016 GD333
- (738184) 2016 HJ11
- (738185) 2016 HS12
- (738186) 2016 HD13
- (738187) 2016 HZ13
- (738188) 2016 HA14
- (738189) 2016 HH14
- (738190) 2016 HR14
- (738191) 2016 HO17
- (738192) 2016 HQ20
- (738193) 2016 HK21
- (738194) 2016 HR21
- (738195) 2016 HL22
- (738196) 2016 HB24
- (738197) 2016 HK24
- (738198) 2016 HD26
- (738199) 2016 JY
- (738200) 2016 JH2
- (738201) 2016 JT3
- (738202) 2016 JK10
- (738203) 2016 JA13
- (738204) 2016 JL13
- (738205) 2016 JG15
- (738206) 2016 JG16
- (738207) 2016 JF19
- (738208) 2016 JE26
- (738209) 2016 JN26
- (738210) 2016 JQ30
- (738211) 2016 JU30
- (738212) 2016 JF33
- (738213) 2016 JY33
- (738214) 2016 JD37
- (738215) 2016 KY1
- (738216) 2016 KG3
- (738217) 2016 KJ3
- (738218) 2016 KE6
- (738219) 2016 KU11
- (738220) 2016 KZ11
- (738221) 2016 LZ3
- (738222) 2016 LS4
- (738223) 2016 LQ6
- (738224) 2016 LV6
- (738225) 2016 LA13
- (738226) 2016 LR13
- (738227) 2016 LJ16
- (738228) 2016 LN21
- (738229) 2016 LU21
- (738230) 2016 LW25
- (738231) 2016 LY25
- (738232) 2016 LA26
- (738233) 2016 LU29
- (738234) 2016 LP33
- (738235) 2016 LJ35
- (738236) 2016 LB37
- (738237) 2016 LZ37
- (738238) 2016 LQ43
- (738239) 2016 LL46
- (738240) 2016 LG48
- (738241) 2016 LH60
- (738242) 2016 LL60
- (738243) 2016 LW65
- (738244) 2016 LO66
- (738245) 2016 LP66
- (738246) 2016 LC67
- (738247) 2016 LM96
- (738248) 2016 LB97
- (738249) 2016 MH2
- (738250) 2016 MU2
- (738251) 2016 NK2
- (738252) 2016 NR2
- (738253) 2016 NT4
- (738254) 2016 NG5
- (738255) 2016 NB10
- (738256) 2016 NO11
- (738257) 2016 NU11
- (738258) 2016 NV11
- (738259) 2016 NF17
- (738260) 2016 NM18
- (738261) 2016 NG19
- (738262) 2016 NJ20
- (738263) 2016 NL20
- (738264) 2016 NZ20
- (738265) 2016 NT25
- (738266) 2016 NC26
- (738267) 2016 NB29
- (738268) 2016 NU29
- (738269) 2016 NK31
- (738270) 2016 NW34
- (738271) 2016 NP37
- (738272) 2016 NS37
- (738273) 2016 ND41
- (738274) 2016 NK42
- (738275) 2016 NQ45
- (738276) 2016 NK47
- (738277) 2016 NH48
- (738278) 2016 NY48
- (738279) 2016 NH50
- (738280) 2016 NA53
- (738281) 2016 NA57
- (738282) 2016 NT68
- (738283) 2016 NO69
- (738284) 2016 ND70
- (738285) 2016 NS70
- (738286) 2016 NA72
- (738287) 2016 NS72
- (738288) 2016 NJ80
- (738289) 2016 NV83
- (738290) 2016 NO88
- (738291) 2016 NT89
- (738292) 2016 ND107
- (738293) 2016 NJ108
- (738294) 2016 NP108
- (738295) 2016 NS108
- (738296) 2016 NG119
- (738297) 2016 NH119
- (738298) 2016 NB123
- (738299) 2016 NP125
- (738300) 2016 NA165
- (738301) 2016 NA167
- (738302) 2016 OA2
- (738303) 2016 OO2
- (738304) 2016 OH6
- (738305) 2016 OV6
- (738306) 2016 PJ2
- (738307) 2016 PL5
- (738308) 2016 PZ5
- (738309) 2016 PD10
- (738310) 2016 PV13
- (738311) 2016 PC15
- (738312) 2016 PD18
- (738313) 2016 PV23
- (738314) 2016 PW24
- (738315) 2016 PN25
- (738316) 2016 PW30
- (738317) 2016 PB31
- (738318) 2016 PR31
- (738319) 2016 PV31
- (738320) 2016 PY36
- (738321) 2016 PN37
- (738322) 2016 PP41
- (738323) 2016 PA42
- (738324) 2016 PU42
- (738325) 2016 PZ44
- (738326) 2016 PS49
- (738327) 2016 PH56
- (738328) 2016 PQ56
- (738329) 2016 PY58
- (738330) 2016 PG68
- (738331) 2016 PU69
- (738332) 2016 PP71
- (738333) 2016 PZ78
- (738334) 2016 PC79
- (738335) 2016 PU81
- (738336) 2016 PZ81
- (738337) 2016 PV89
- (738338) 2016 PP93
- (738339) 2016 PX98
- (738340) 2016 PK100
- (738341) 2016 PL100
- (738342) 2016 PF103
- (738343) 2016 PT106
- (738344) 2016 PJ110
- (738345) 2016 PT110
- (738346) 2016 PK114
- (738347) 2016 PT114
- (738348) 2016 PE115
- (738349) 2016 PH115
- (738350) 2016 PL117
- (738351) 2016 PM117
- (738352) 2016 PH119
- (738353) 2016 PP122
- (738354) 2016 PF125
- (738355) 2016 PP125
- (738356) 2016 PG128
- (738357) 2016 PS130
- (738358) 2016 PP152
- (738359) 2016 PR152
- (738360) 2016 PY152
- (738361) 2016 PG158
- (738362) 2016 PB161
- (738363) 2016 PS164
- (738364) 2016 PA167
- (738365) 2016 PL167
- (738366) 2016 PD178
- (738367) 2016 PF179
- (738368) 2016 PE182
- (738369) 2016 PS203
- (738370) 2016 PL208
- (738371) 2016 PF224
- (738372) 2016 PL239
- (738373) 2016 PN243
- (738374) 2016 QA1
- (738375) 2016 QJ2
- (738376) 2016 QP4
- (738377) 2016 QY4
- (738378) 2016 QC7
- (738379) 2016 QC10
- (738380) 2016 QC12
- (738381) 2016 QB16
- (738382) 2016 QL16
- (738383) 2016 QW19
- (738384) 2016 QW21
- (738385) 2016 QH23
- (738386) 2016 QH24
- (738387) 2016 QM24
- (738388) 2016 QP26
- (738389) 2016 QX29
- (738390) 2016 QZ30
- (738391) 2016 QP34
- (738392) 2016 QQ35
- (738393) 2016 QF41
- (738394) 2016 QP41
- (738395) 2016 QS50
- (738396) 2016 QT50
- (738397) 2016 QV50
- (738398) 2016 QK51
- (738399) 2016 QR52
- (738400) 2016 QR55
- (738401) 2016 QG59
- (738402) 2016 QE63
- (738403) 2016 QM67
- (738404) 2016 QB70
- (738405) 2016 QH74
- (738406) 2016 QR74
- (738407) 2016 QF77
- (738408) 2016 QY77
- (738409) 2016 QK80
- (738410) 2016 QS80
- (738411) 2016 QZ87
- (738412) 2016 QU90
- (738413) 2016 QK91
- (738414) 2016 QR93
- (738415) 2016 QG104
- (738416) 2016 QK104
- (738417) 2016 QA106
- (738418) 2016 QC106
- (738419) 2016 QR106
- (738420) 2016 QD115
- (738421) 2016 RM4
- (738422) 2016 RY5
- (738423) 2016 RJ8
- (738424) 2016 RB10
- (738425) 2016 RB15
- (738426) 2016 RN16
- (738427) 2016 RH21
- (738428) 2016 RN24
- (738429) 2016 RL31
- (738430) 2016 RD37
- (738431) 2016 RU38
- (738432) 2016 RZ39
- (738433) 2016 RR41
- (738434) 2016 RY45
- (738435) 2016 RG47
- (738436) 2016 RJ47
- (738437) 2016 RK50
- (738438) 2016 RN58
- (738439) 2016 RW60
- (738440) 2016 RK67
- (738441) 2016 RZ89
- (738442) 2016 SG1
- (738443) 2016 SR5
- (738444) 2016 SK6
- (738445) 2016 SZ6
- (738446) 2016 SP7
- (738447) 2016 SQ7
- (738448) 2016 SC12
- (738449) 2016 SM16
- (738450) 2016 SL17
- (738451) 2016 SS19
- (738452) 2016 SA23
- (738453) 2016 SE25
- (738454) 2016 SY30
- (738455) 2016 SG31
- (738456) 2016 SR31
- (738457) 2016 SB33
- (738458) 2016 SW39
- (738459) 2016 SP43
- (738460) 2016 SY48
- (738461) 2016 SV49
- (738462) 2016 SV50
- (738463) 2016 SJ55
- (738464) 2016 SB76
- (738465) 2016 SD80
- (738466) 2016 SJ85
- (738467) 2016 SK85
- (738468) 2016 TJ2
- (738469) 2016 TD3
- (738470) 2016 TX3
- (738471) 2016 TN4
- (738472) 2016 TR6
- (738473) 2016 TZ12
- (738474) 2016 TQ14
- (738475) 2016 TU20
- (738476) 2016 TB22
- (738477) 2016 TL22
- (738478) 2016 TA23
- (738479) 2016 TM28
- (738480) 2016 TX30
- (738481) 2016 TN31
- (738482) 2016 TE32
- (738483) 2016 TH35
- (738484) 2016 TM36
- (738485) 2016 TW36
- (738486) 2016 TH38
- (738487) 2016 TA40
- (738488) 2016 TY40
- (738489) 2016 TO42
- (738490) 2016 TS45
- (738491) 2016 TU45
- (738492) 2016 TM47
- (738493) 2016 TP58
- (738494) 2016 TE60
- (738495) 2016 TU62
- (738496) 2016 TJ63
- (738497) 2016 TC65
- (738498) 2016 TV65
- (738499) 2016 TT67
- (738500) 2016 TK69
- (738501) 2016 TV71
- (738502) 2016 TP72
- (738503) 2016 TO73
- (738504) 2016 TP73
- (738505) 2016 TH77
- (738506) 2016 TE80
- (738507) 2016 TU80
- (738508) 2016 TY80
- (738509) 2016 TR81
- (738510) 2016 TA85
- (738511) 2016 TP85
- (738512) 2016 TQ85
- (738513) 2016 TP86
- (738514) 2016 TH87
- (738515) 2016 TN88
- (738516) 2016 TC90
- (738517) 2016 TO90
- (738518) 2016 TW90
- (738519) 2016 TA92
- (738520) 2016 TF92
- (738521) 2016 TK98
- (738522) 2016 TA99
- (738523) 2016 TO100
- (738524) 2016 TR118
- (738525) 2016 TM121
- (738526) 2016 TR121
- (738527) 2016 TX122
- (738528) 2016 TB125
- (738529) 2016 TQ129
- (738530) 2016 TF133
- (738531) 2016 TJ133
- (738532) 2016 TD139
- (738533) 2016 TC140
- (738534) 2016 TO154
- (738535) 2016 UJ1
- (738536) 2016 UY2
- (738537) 2016 UZ2
- (738538) 2016 UA7
- (738539) 2016 UW8
- (738540) 2016 UD9
- (738541) 2016 UN10
- (738542) 2016 UA16
- (738543) 2016 UO16
- (738544) 2016 UJ17
- (738545) 2016 UN17
- (738546) 2016 UY17
- (738547) 2016 UJ24
- (738548) 2016 UK27
- (738549) 2016 UP31
- (738550) 2016 UJ32
- (738551) 2016 UX33
- (738552) 2016 US38
- (738553) 2016 UV38
- (738554) 2016 UW43
- (738555) 2016 UP44
- (738556) 2016 UG45
- (738557) 2016 UQ45
- (738558) 2016 UA47
- (738559) 2016 UE47
- (738560) 2016 UK51
- (738561) 2016 UD52
- (738562) 2016 UQ52
- (738563) 2016 UM54
- (738564) 2016 UP54
- (738565) 2016 UZ57
- (738566) 2016 UU62
- (738567) 2016 UO64
- (738568) 2016 UW64
- (738569) 2016 UB66
- (738570) 2016 UP66
- (738571) 2016 UD67
- (738572) 2016 UV67
- (738573) 2016 UP68
- (738574) 2016 UD70
- (738575) 2016 UP72
- (738576) 2016 US78
- (738577) 2016 UR79
- (738578) 2016 UK80
- (738579) 2016 UN81
- (738580) 2016 UQ82
- (738581) 2016 UR83
- (738582) 2016 UW85
- (738583) 2016 UF86
- (738584) 2016 UN88
- (738585) 2016 UZ88
- (738586) 2016 UE92
- (738587) 2016 UU94
- (738588) 2016 UW95
- (738589) 2016 UA96
- (738590) 2016 UR98
- (738591) 2016 UT98
- (738592) 2016 UQ99
- (738593) 2016 UH100
- (738594) 2016 UC110
- (738595) 2016 UB111
- (738596) 2016 UO113
- (738597) 2016 US117
- (738598) 2016 UJ118
- (738599) 2016 UT122
- (738600) 2016 UC125
- (738601) 2016 UV128
- (738602) 2016 UU132
- (738603) 2016 UL136
- (738604) 2016 UO138
- (738605) 2016 UH139
- (738606) 2016 UJ140
- (738607) 2016 UY141
- (738608) 2016 UM142
- (738609) 2016 UR142
- (738610) 2016 UU148
- (738611) 2016 UW148
- (738612) 2016 UR149
- (738613) 2016 UO150
- (738614) 2016 UO247
- (738615) 2016 UP250
- (738616) 2016 UH251
- (738617) 2016 UK251
- (738618) 2016 UC254
- (738619) 2016 UQ254
- (738620) 2016 UD256
- (738621) 2016 VJ4
- (738622) 2016 VL6
- (738623) 2016 VU10
- (738624) 2016 VA15
- (738625) 2016 VB16
- (738626) 2016 VE17
- (738627) 2016 VN17
- (738628) 2016 VK19
- (738629) 2016 VD20
- (738630) 2016 VM28
- (738631) 2016 VO28
- (738632) 2016 VY30
- (738633) 2016 VU34
- (738634) 2016 VB36
- (738635) 2016 VL37
- (738636) 2016 VQ37
- (738637) 2016 VH40
- (738638) 2016 VX50
- (738639) 2016 VJ54
- (738640) 2016 WN4
- (738641) 2016 WV5
- (738642) 2016 WK6
- (738643) 2016 WT6
- (738644) 2016 WY6
- (738645) 2016 WZ11
- (738646) 2016 WB15
- (738647) 2016 WF16
- (738648) 2016 WB21
- (738649) 2016 WX21
- (738650) 2016 WD26
- (738651) 2016 WT26
- (738652) 2016 WA28
- (738653) 2016 WO29
- (738654) 2016 WT30
- (738655) 2016 WO31
- (738656) 2016 WN32
- (738657) 2016 WM34
- (738658) 2016 WF35
- (738659) 2016 WP37
- (738660) 2016 WP42
- (738661) 2016 WT42
- (738662) 2016 WD43
- (738663) 2016 WP43
- (738664) 2016 WC45
- (738665) 2016 WG46
- (738666) 2016 WJ46
- (738667) 2016 WP47
- (738668) 2016 WA51
- (738669) 2016 WM51
- (738670) 2016 WP52
- (738671) 2016 WK53
- (738672) 2016 WS53
- (738673) 2016 WG55
- (738674) 2016 WX56
- (738675) 2016 WE57
- (738676) 2016 WO58
- (738677) 2016 WK61
- (738678) 2016 WY62
- (738679) 2016 WF64
- (738680) 2016 WV68
- (738681) 2016 XW3
- (738682) 2016 XO6
- (738683) 2016 XC7
- (738684) 2016 XA8
- (738685) 2016 XF8
- (738686) 2016 XQ8
- (738687) 2016 XK10
- (738688) 2016 XW11
- (738689) 2016 XX11
- (738690) 2016 XE12
- (738691) 2016 XN12
- (738692) 2016 XS12
- (738693) 2016 XV13
- (738694) 2016 XG14
- (738695) 2016 XP15
- (738696) 2016 XQ18
- (738697) 2016 XM19
- (738698) 2016 XG21
- (738699) 2016 XV21
- (738700) 2016 XN22
- (738701) 2016 XE29
- (738702) 2016 XB31
- (738703) 2016 XD32
- (738704) 2016 YQ2
- (738705) 2016 YQ4
- (738706) 2016 YN6
- (738707) 2016 YK7
- (738708) 2016 YJ9
- (738709) 2016 YX9
- (738710) 2016 YX11
- (738711) 2016 YJ13
- (738712) 2016 YL14
- (738713) 2016 YL18
- (738714) 2016 YF20
- (738715) 2017 AV
- (738716) 2017 AC1
- (738717) 2017 AN2
- (738718) 2017 AU2
- (738719) 2017 AT6
- (738720) 2017 AE7
- (738721) 2017 AX7
- (738722) 2017 AL8
- (738723) 2017 AX8
- (738724) 2017 AR10
- (738725) 2017 AD11
- (738726) 2017 AX14
- (738727) 2017 AU15
- (738728) 2017 AP17
- (738729) 2017 AT17
- (738730) 2017 AZ17
- (738731) 2017 AS21
- (738732) 2017 AW21
- (738733) 2017 AA23
- (738734) 2017 AZ23
- (738735) 2017 AN24
- (738736) 2017 AN33
- (738737) 2017 AG39
- (738738) 2017 AY43
- (738739) 2017 AE45
- (738740) 2017 AO46
- (738741) 2017 AM53
- (738742) 2017 AR54
- (738743) 2017 AU58
- (738744) 2017 BN1
- (738745) 2017 BJ2
- (738746) 2017 BH4
- (738747) 2017 BD5
- (738748) 2017 BW5
- (738749) 2017 BT7
- (738750) 2017 BV8
- (738751) 2017 BF9
- (738752) 2017 BX9
- (738753) 2017 BM10
- (738754) 2017 BQ10
- (738755) 2017 BL11
- (738756) 2017 BP12
- (738757) 2017 BV19
- (738758) 2017 BX19
- (738759) 2017 BU20
- (738760) 2017 BY20
- (738761) 2017 BC21
- (738762) 2017 BD24
- (738763) 2017 BP24
- (738764) 2017 BT25
- (738765) 2017 BZ25
- (738766) 2017 BA33
- (738767) 2017 BO33
- (738768) 2017 BN34
- (738769) 2017 BY35
- (738770) 2017 BJ36
- (738771) 2017 BE38
- (738772) 2017 BQ40
- (738773) 2017 BL41
- (738774) 2017 BG42
- (738775) 2017 BB48
- (738776) 2017 BH48
- (738777) 2017 BY48
- (738778) 2017 BF49
- (738779) 2017 BP49
- (738780) 2017 BB52
- (738781) 2017 BF55
- (738782) 2017 BS55
- (738783) 2017 BT59
- (738784) 2017 BY59
- (738785) 2017 BW60
- (738786) 2017 BV64
- (738787) 2017 BC66
- (738788) 2017 BA67
- (738789) 2017 BK67
- (738790) 2017 BL68
- (738791) 2017 BJ70
- (738792) 2017 BT70
- (738793) 2017 BC73
- (738794) 2017 BX73
- (738795) 2017 BG77
- (738796) 2017 BR80
- (738797) 2017 BE81
- (738798) 2017 BK81
- (738799) 2017 BQ81
- (738800) 2017 BO83
- (738801) 2017 BM85
- (738802) 2017 BY86
- (738803) 2017 BK87
- (738804) 2017 BP88
- (738805) 2017 BQ89
- (738806) 2017 BF95
- (738807) 2017 BZ95
- (738808) 2017 BP97
- (738809) 2017 BQ97
- (738810) 2017 BB100
- (738811) 2017 BG100
- (738812) 2017 BO100
- (738813) 2017 BB101
- (738814) 2017 BZ102
- (738815) 2017 BR103
- (738816) 2017 BG107
- (738817) 2017 BR108
- (738818) 2017 BC109
- (738819) 2017 BQ109
- (738820) 2017 BF111
- (738821) 2017 BN111
- (738822) 2017 BG112
- (738823) 2017 BS112
- (738824) 2017 BO114
- (738825) 2017 BN115
- (738826) 2017 BU117
- (738827) 2017 BH118
- (738828) 2017 BZ119
- (738829) 2017 BC121
- (738830) 2017 BL122
- (738831) 2017 BP123
- (738832) 2017 BW123
- (738833) 2017 BO124
- (738834) 2017 BB125
- (738835) 2017 BF125
- (738836) 2017 BG126
- (738837) 2017 BZ126
- (738838) 2017 BS129
- (738839) 2017 BX129
- (738840) 2017 BY130
- (738841) 2017 BH131
- (738842) 2017 BO131
- (738843) 2017 BZ132
- (738844) 2017 BJ134
- (738845) 2017 BO136
- (738846) 2017 BS136
- (738847) 2017 BC137
- (738848) 2017 BW137
- (738849) 2017 BE138
- (738850) 2017 BG139
- (738851) 2017 BO141
- (738852) 2017 BQ146
- (738853) 2017 BD149
- (738854) 2017 BS158
- (738855) 2017 BE161
- (738856) 2017 BR161
- (738857) 2017 BM176
- (738858) 2017 BG185
- (738859) 2017 BM205
- (738860) 2017 BL216
- (738861) 2017 CA4
- (738862) 2017 CX5
- (738863) 2017 CE7
- (738864) 2017 CU7
- (738865) 2017 CE12
- (738866) 2017 CC13
- (738867) 2017 CL13
- (738868) 2017 CJ15
- (738869) 2017 CH16
- (738870) 2017 CJ18
- (738871) 2017 CN19
- (738872) 2017 CV20
- (738873) 2017 CU21
- (738874) 2017 CK24
- (738875) 2017 CW26
- (738876) 2017 CC27
- (738877) 2017 CV28
- (738878) 2017 CQ30
- (738879) 2017 CR31
- (738880) 2017 CH34
- (738881) 2017 CN34
- (738882) 2017 CG35
- (738883) 2017 CS39
- (738884) 2017 CJ43
- (738885) 2017 DA2
- (738886) 2017 DB2
- (738887) 2017 DK2
- (738888) 2017 DX2
- (738889) 2017 DA3
- (738890) 2017 DB3
- (738891) 2017 DN3
- (738892) 2017 DS3
- (738893) 2017 DW3
- (738894) 2017 DC5
- (738895) 2017 DO6
- (738896) 2017 DZ6
- (738897) 2017 DY8
- (738898) 2017 DH11
- (738899) 2017 DC12
- (738900) 2017 DN12
- (738901) 2017 DJ13
- (738902) 2017 DZ13
- (738903) 2017 DQ14
- (738904) 2017 DN16
- (738905) 2017 DB17
- (738906) 2017 DT17
- (738907) 2017 DL18
- (738908) 2017 DS19
- (738909) 2017 DK20
- (738910) 2017 DQ21
- (738911) 2017 DX21
- (738912) 2017 DL23
- (738913) 2017 DE24
- (738914) 2017 DG25
- (738915) 2017 DA27
- (738916) 2017 DK28
- (738917) 2017 DG29
- (738918) 2017 DM32
- (738919) 2017 DQ40
- (738920) 2017 DK43
- (738921) 2017 DM44
- (738922) 2017 DR44
- (738923) 2017 DJ45
- (738924) 2017 DP45
- (738925) 2017 DU45
- (738926) 2017 DK47
- (738927) 2017 DB48
- (738928) 2017 DL48
- (738929) 2017 DV49
- (738930) 2017 DC54
- (738931) 2017 DP54
- (738932) 2017 DV54
- (738933) 2017 DF56
- (738934) 2017 DC57
- (738935) 2017 DK57
- (738936) 2017 DR57
- (738937) 2017 DU57
- (738938) 2017 DZ58
- (738939) 2017 DL59
- (738940) 2017 DM59
- (738941) 2017 DQ59
- (738942) 2017 DS60
- (738943) 2017 DO61
- (738944) 2017 DN62
- (738945) 2017 DT62
- (738946) 2017 DB63
- (738947) 2017 DK65
- (738948) 2017 DJ67
- (738949) 2017 DV68
- (738950) 2017 DQ70
- (738951) 2017 DW72
- (738952) 2017 DL74
- (738953) 2017 DX74
- (738954) 2017 DN76
- (738955) 2017 DO76
- (738956) 2017 DJ80
- (738957) 2017 DT80
- (738958) 2017 DW80
- (738959) 2017 DH81
- (738960) 2017 DR81
- (738961) 2017 DN82
- (738962) 2017 DT82
- (738963) 2017 DG84
- (738964) 2017 DZ85
- (738965) 2017 DH86
- (738966) 2017 DU86
- (738967) 2017 DJ89
- (738968) 2017 DX89
- (738969) 2017 DN94
- (738970) 2017 DW96
- (738971) 2017 DZ97
- (738972) 2017 DO98
- (738973) 2017 DX98
- (738974) 2017 DD99
- (738975) 2017 DL99
- (738976) 2017 DQ99
- (738977) 2017 DC100
- (738978) 2017 DE100
- (738979) 2017 DL101
- (738980) 2017 DD102
- (738981) 2017 DL103
- (738982) 2017 DY104
- (738983) 2017 DA105
- (738984) 2017 DU105
- (738985) 2017 DX105
- (738986) 2017 DO106
- (738987) 2017 DC107
- (738988) 2017 DJ107
- (738989) 2017 DO107
- (738990) 2017 DQ107
- (738991) 2017 DS107
- (738992) 2017 DE110
- (738993) 2017 DK110
- (738994) 2017 DN110
- (738995) 2017 DD112
- (738996) 2017 DJ113
- (738997) 2017 DZ113
- (738998) 2017 DV114
- (738999) 2017 DK115
- (739000) 2017 DC117